# Autobahndreieck Kaiserslautern
Das Autobahndreieck Kaiserslautern (Abkürzung: AD Kaiserslautern; Kurzform: Dreieck Kaiserslautern) ist ein Autobahndreieck in Rheinland-Pfalz, das sich bei Kaiserslautern befindet. Hier kreuzen sich die Bundesautobahn 6 (Saarbrücken – Mannheim – Nürnberg) (Europastraße 50) und die Bundesautobahn 63 (Kaiserslautern – Mainz).

## Geographie
Das Dreieck liegt auf dem Gebiet der Stadt Kaiserslautern. Die umliegenden Städte und Gemeinden sind Enkenbach-Alsenborn und Mehlingen. Es befindet sich etwa 3 km nordöstlich der Kaiserslauterer Innenstadt, etwa 70 km südwestlich von Mainz und etwa 50 km westlich von Mannheim.
Das Autobahndreieck Kaiserslautern trägt auf der A 63 die Nummer 15, auf der A 6 die Nummer 16a.

## Ausbauzustand
Die A 6 in Richtung Osten ist, genau wie die A 63, vierspurig ausgebaut. In Richtung Westen ist die A 6 sechsspurig befahrbar. Die Überleitungen in Richtung Westen sind zweistreifig, da sie den Endpunkt der A 63 markieren.
Die A 63 aus Richtung Mainz endet am Autobahndreieck, das als Autobahngabelung ausgelegt ist. Zwischen der A 63 und dem östlichen Teil der A 6 von/in Richtung Mannheim besteht eine Verbindung nur über Anschlussstellen, die dem Autobahndreieck zugerechnet werden.
Das Autobahndreieck Kaiserslautern wurde am 15. Oktober 2004 durch den Lückenschluss zwischen Sembach und Kaiserslautern dem Verkehr übergeben.

## Verkehrsaufkommen
| Von                          | Nach                        | Durchschnittliche tägliche Verkehrsstärke | Durchschnittliche tägliche Verkehrsstärke | Durchschnittliche tägliche Verkehrsstärke | Anteil Schwerlastverkehr | Anteil Schwerlastverkehr | Anteil Schwerlastverkehr |
| Von                          | Nach                        | 2005                                      | 2010                                      | 2015                                      | 2005                     | 2010                     | 2015                     |
| ---------------------------- | --------------------------- | ----------------------------------------- | ----------------------------------------- | ----------------------------------------- | ------------------------ | ------------------------ | ------------------------ |
| AS Kaiserslautern-West (A 6) | AD Kaiserslautern           | 55.400                                    | 58.700                                    | 58.300                                    | 18,4 %                   | 16,0 %                   | 15,7 %                   |
| AD Kaiserslautern            | AS Kaiserslautern-Ost (A 6) | 38.700                                    | 34.300                                    | 37.700                                    | 16,4 %                   | 17,8 %                   | 15,5 %                   |
| AS Sembach (A 63)            | AD Kaiserslautern           | 26.200                                    | 29.500                                    | 31.400                                    | 10,3 %                   | 11,6 %                   | 11,5 %                   |